# Prettin
Prettin is een plaats en voormalige gemeente in de Duitse deelstaat Saksen-Anhalt en maakt deel uit van de gemeente Annaburg in de Landkreis Wittenberg.
Prettin telt 1.933 inwoners.